# Lijst van bouwwerken van Hendrick de Keyser
Dit is een (incomplete) lijst van bouwwerken van architect Hendrick de Keyser (1565-1621).
De Keyser was vooral actief in Amsterdamen ontwierp in de renaissancestijl. De Keyser ontwierp zowel de bouwwerken als de eventueel daarop aangebrachte beeldhouwwerken. Omdat hij steenhouwer van beroep was worden ook beeldhouwwerken in deze lijst opgenomen. Niet alle opgenomen werken zijn met 100% zekerheid van De Keyser, sommige werken worden wel aan hem toegeschreven, van anderen wordt de toeschrijving betwist.
| Bouw        | Naam                              | Plaats         | Bijzonderheden | Afbeelding |
| ----------- | --------------------------------- | -------------- | --- | ---------- |
| 1598        | Kinderhuis van het Burgerweeshuis | Amsterdam      | Gevel is in 1744 vervangen |            |
| ± 1603      | Rasphuispoortje                   | Amsterdam      | Staat aan de Heiligeweg tegenover de Voetboogstraat |            |
| 1606        | Opbouw van de Montelbaanstoren    | Amsterdam      | Voormalig verdedigingswerk, na verlies van die functie werd de opbouw er opgezet. |            |
| 1606        | Oost-Indisch Huis                 | Amsterdam      | Niet helemaal zeker dat De Keyser de architect was. Gevels aan de binnenplaats zijn in zijn stijl. |            |
| 1608 - 1614 | Zuiderkerk                        | Amsterdam      | Eerste nieuw ontworpen protestantse kerk in Amsterdam. |            |
| 1609        | Waag                              | Hoorn          | Waaggebouw met wapen van de stad, dit heeft latere wapens, bijvoorbeeld die in de gevel van het Oud Mannen en Vrouwenhuis, beïnvloed. |            |
| 1611        | Beurs van Hendrick de Keyser      | Amsterdam      | Eerste beursgebouw ter wereld |            |
| 1614-1623   | Praalgraf van Willem van Oranje   | Delft          | Praalgraf ontworpen door De Keyser, maar voltooid door Pieter de Keyser. |            |
| 1615        | De Gecroonde Raep                 | Amsterdam      | Pand is sterk gelijkend aan De Dolphijn en Huis Bartolotti |            |
| 1616        | Oosterkerk                        | Hoorn          | Originele kerk is uit de gotiek. Na het instorten van de voorgevel aan de Grote Oost, is deze vervangen door de huidige gevel in de stijl van Hendrick de Keyser. Het is niet duidelijk of De Keyser de gevel zelf heeft ontworpen en gebouwd. |            |
| 1618        | Haarlemmerpoort                   | Amsterdam      | Poort is in 1837 vervangen door de huidige Willemspoort |            |
| 1618        | Stadhuis van Delft                | Delft          | Met uitzondering van de toren achter het stadhuis geheel nieuw ontworpen na een brand. |            |
| 1618-1626   | Hervormde kerk                    | Middenbeemster | Ontworpen door De Keyser, H. Staets en C. Danckertsz |            |
| 1619-1620   | Munttoren                         | Amsterdam      | Bovenbouw boven op de stompe toren die is overgebleven na sloop van de Regulierspoort |            |
| 1620-1623   | Noorderkerk                       | Amsterdam      | Bouw begonnen onder De Keyser en afgerond onder diens zoon Pieter de Keyser. |            |
| 1620-1631   | Westerkerk                        | Amsterdam      | Bouw begonnen onder De Keyser en afgerond onder diens zoon Pieter de Keyser. |            |
| 1622        | Erasmus van Rotterdam             | Rotterdam      | Bronzen beeld van Desiderius Erasmus voor de Grote Kerk, waar een spits op heeft gestaan van de hand van De Keyser |            |
| 1622        | Huis met de Hoofden               | Amsterdam      | Gebouwd na het overlijden van Hendrick de Keyser en mogelijk daardoor gebouwd door zijn zoon Pieter de Keyser |            |
| 1622        | Huis Bartolotti                   | Amsterdam      | Toewijzing aan De Keyser wordt betwist. |            |
| Onbekend    | De Dolphijn                       | Amsterdam      | Gevel is ontworpen door De Keyser, gevel is sterk versoberd tijdens de bouw |            |
| Onbekend    | Doelengebouw                      | Hoorn          | Het linkerdeel van de gevel is in stijl van Hendrick de Keyser |            |